# Sphingonotus arenarius
Sphingonotus arenarius is een rechtvleugelig insect uit de familie veldsprinkhanen (Acrididae). De wetenschappelijke naam van deze soort is voor het eerst geldig gepubliceerd in 1849 door Lucas.